# Lista diviziunilor administrative ale țărilor din Africa
Lista următoare își propune să evidențieze diviziunile administrative de gradul I ale tuturor statelor africane din prezent. 
| Nr curent | Țară | Unități administrative | Lista unităților | Reședințe | Harta administrativă                          |
| --------- | --- | --- | --- | --- | --------------------------------------------- |
| 1.        | Africa de Sud | 9 provincii | Provincia Western Cape Provincia Northern Cape Provincia Eastern Cape Provincia KwaZulu-Natal Provincia Free State Provincia North West Provincia Gauteng Provincia Mpumalanga Provincia Limpopo | Cape Town Kimberley Bisho Pietermaritzburg Bloemfontein Mafikeng Johannesburg Nelspruit Polokwane |                                               |
| 2.        | Algeria | 58 provincii (vilaiete) | Provincia Adrar Provincia Chlef Provincia Laghouat Provincia Oum el-Bouaghi Provincia Batna Provincia Béjaïa Provincia Biskra Provincia Béchar Provincia Blida Provincia Bouira Provincia Tamanrasset Provincia Tébessa Provincia Tlemcen Provincia Tiaret Provincia Tizi Ouzou Provincia Alger Provincia Djelfa Provincia Jijel Provincia Sétif Provincia Saïda Provincia Skikda Provincia Sidi Bel Abbès Provincia Annaba Provincia Guelma Provincia Constantine Provincia Médéa Provincia Mostaganem Provincia M'Sila Provincia Mascara Provincia Ouargla Provincia Oran Provincia El Bayadh Provincia Illizi Provincia Bordj Bou Arréridj Provincia Boumerdès Provincia El Tarf Provincia Tindouf Provincia Tissemsilt Provincia El Oued Provincia Khenchela Provincia Souk Ahras Provincia Tipaza Provincia Mila Provincia Aïn Defla Provincia Naâma Provincia Aïn Témouchent Provincia Ghardaïa Provincia Relizane | Adrar Chlef Laghouat Oum el-Bouaghi Batna Béjaïa Biskra Béchar Blida Bouira Tamanghasset Tébessa Tlemcen Tiaret Tizi Ouzou Alger Djelfa Jijel Sétif Saïda Skikda Sidi Bel Abbès Annaba Guelma Constantine Médéa Mostaganem M'Sila Mascara Ouargla Oran El Bayadh Illizi Bordj Bou Arréridj Boumerdès El Tarf Tindouf Tissemsilt El Oued Khenchela Souk Ahras Tipaza Mila Aïn Defla Naâma Aïn Témouchent Ghardaïa Relizane |                                               |
| 3.        | Angola | 18 provincii | Provincia Bengo Provincia Benguela Provincia Bié Provincia Cabinda Provincia Cuando Cubango Provincia Cuanza Norte Provincia Cuanza Sul Provincia Cunene Provincia Huambo Provincia Huíla Provincia Luanda Provincia Lunda Norte Provincia Lunda Sul Provincia Malanje Provincia Moxico Provincia Namibe Provincia Uíge Provincia Zaire | Caxito Benguela Kuito Cabinda Menongue N'dalatando Sumbe Ondjiva Huambo Lubango Luanda Lucapa Saurimo Malanje Luena Namibe Uíge M'banza-Kongo |                                               |
| 4.        | Benin | 12 departamente | Departamentul Alibori Departamentul Atakora Departamentul Atlantique Departamentul Borgou Departamentul Collines Departamentul Kouffo Departamentul Donga Departamentul Littoral Departamentul Mono Departamentul Ouémé Departamentul Plateau Departamentul Zou | Kandi Natitingou Ouidah Parakou Savalou Aplahoué Djougou Cotonou Lokossa Porto Novo Pobè Abomey |                                               |
| 5.        | Botswana | 9 districte și 5 consilii orășenești (Francistown, Gaborone, Jwaneng, Lobatse, Selebi-Pikwe)                                                   | Districtul Central Districtul Ghanzi Districtul Kgalagadi Districtul Kgatleng Districtul Kweneng Districtul North-East Districtul North-West Districtul South-East Districtul Southern | Serowe Ghanzi Tshabong Mochudi Molepolole Masunga Maun Gaborone Kanye |                                               |
| 6.        | Burkina Faso | 45 provincii | Provincia Balé Provincia Bam Provincia Banwa Provincia Bazèga Provincia Bougouriba Provincia Boulgou Provincia Boulkiemdé Provincia Comoé Provincia Ganzourgou Provincia Gnagna Provincia Gourma Provincia Houet Provincia Ioba Provincia Kadiogo Provincia Kénédougou Provincia Komondjari Provincia Kompienga Provincia Kossi Provincia Koulpélogo Provincia Kouritenga Provincia Kourwéogo Provincia Léraba Provincia Loroum Provincia Mouhoun Provincia Nahouri Provincia Namentenga Provincia Nayala Provincia Noumbiel Provincia Oubritenga Provincia Oudalan Provincia Passoré Provincia Poni Provincia Sanguié Provincia Sanmatenga Provincia Séno Provincia Sissili Provincia Soum Provincia Sourou Provincia Tapoa Provincia Tuy Provincia Yagha Provincia Yatenga Provincia Ziro Provincia Zondoma Provincia Zoundwéogo | Boromo Kongoussi Solenzo Kombissiri Diébougou Tenkodogo Koudougou Banfora Zorgho Bogandé Fada N'gourma Bobo Dioulasso Dano Ouagadougou Orodara Gayéri Pama Nouna Ouargaye Koupéla Boussé Sindou Titao Dédougou Pô Boulsa Toma Batié Ziniaré Gorom-Gorom Yako Gaoua Réo Kaya Dori Léo Djibo Tougan Diapaga Houndé Sebba Ouahigouya Sapouy Gourcy Manga |                                               |
| 7.        | Burundi | 17 provincii | Provincia Bubanza Provincia Bujumbura Mairie Provincia Bujumbura Rurală Provincia Bururi Provincia Cankuzo Provincia Cibitoke Provincia Gitega Provincia Karuzi Provincia Kayanza Provincia Kirundo Provincia Makamba Provincia Muramvya Provincia Muyinga Provincia Mwaro Provincia Ngozi Provincia Rutana Provincia Ruyigi | Bubanza Bujumbura Bururi Cankuzo Cibitoke Gitega Karuzi Kayanza Kirundo Makamba Muramvya Muyinga Mwaro Ngozi Rutana Ruyigi |                                               |
| 8         | Camerun | 10 provincii | Provincia Adamawa Provincia Centru Provincia de Est Provincia Extrem Nord Provincia Litoral Provincia de Nord Provincia de Nord-Vest Provincia de Sud Provincia de Sud-Vest Provincia de Vest | Ngaoundéré Yaoundé Bertoua Maroua Douala Garoua Bamenda Ebolowa Buea Bafoussam |                                               |
| 9.        | Republica Capului Verde | 22 districte(concelhos) | Districtul Tarrafal Districtul São Miguel Districtul São Salvador do Mundo Districtul Santa Cruz Districtul São Domingos Districtul Praia Districtul Ribeira Grande Districtul São Lourenço dos Órgãos Districtul Santa Catarina Districtul Brava Districtul São Filipe Districtul Santa Catarina Districtul Mosteiros Districtul Maio Districtul Boa Vista Districtul Sal Districtul Ribeira Brava Districtul Tarrafal de São Nicolau Districtul São Vicente Districtul Porto Novo Districtul Ribeira Grande Districtul Paul | Tarrafal Calheta de São Miguel Picos Pedra Badejo São Domingos Praia Cidade Velha João Teves Assomada Nova Sintra São Filipe Cova Figueira Mosteiros Vila do Maio Sal Rei Espargos Ribeira Brava Tarrafal de São Nicolau Mindelo Porto Novo Ribeira Grande Vila das Pombas |                                               |
| 10.       | Republica Centrafricană | 14 prefecturi/2 prefecturi economice/1 comună autonomă (Bangui)                                                                                | Prefecturi Prefectura Bamingui-Bangoran Prefectura Basse-Kotto Prefectura Haut-Mbomou Prefectura Haute-Kotto Prefectura Kémo Prefectura Mambéré-Kadéï Prefectura Mbomou Prefectura Nana-Mambéré Prefectura Ombella- M'Poko Prefectura Ouham-Pendé Prefectura Lobaye Prefectura Ouaka Prefectura Ouham Prefectura Vakaga Prefecturi economice Prefectura Nana-Grébizi Prefectura Sangha-Mbaéré | N'Délé Mobaye Obo Bria Sibut Berbérati Bangassou Boar Bimbo Bozoum Mbaïki Bambari Bossangoa Birao |                                               |
| 11.       | Ciad | 22 regiuni (din 2008) | Regiunea Barh el Ghazel Regiunea Batha Regiunea Borkou Regiunea Chari-Baguirmi Regiunea Ennedi Regiunea Guéra Regiunea Hadjer-Lamis Regiunea Kanem Regiunea Lac Regiunea Logone Occidental Regiunea Logone Oriental Regiunea Mandoul Regiunea Mayo-Kebbi Est Regiunea Mayo-Kebbi Ouest Regiunea Moyen-Chari Regiunea Ouaddaï Regiunea Salamat Regiunea Sila Regiunea Tandjilé Regiunea Tibesti Orașul N'Djamena Regiunea Wadi Fira | Moussoro Ati Faya-Largeau Massenya Fada Mongo Massakory Mao Bol Moundou Doba Koumra Bongor Pala Sarh Abéché Am Timan Goz Beïda Laï Bardaï N'Djamena Biltine |                                               |
| 12.       | Comore | 3 insule autonome | Anjouan · Mohéli · Grande Comore | Mutsamudu Fomboni Moroni |                                               |
| 13.       | Republica Congo | 10 departamente și 2 comune | Departamentul Bouenza Comuna Brazzaville Departamentul Cuvette Departamentul Cuvette-Ouest Departamentul Kouilou Departamentul Lékoumou Departamentul Likouala Departamentul Niari Departamentul Plateaux Comuna Pointe-Noire Departamentul Pool Departamentul Sangha | Madingou Brazzaville Owando Ewo Pointe-Noire Sibiti Impfondo Dolisie Djambala Pointe-Noire Kinkala Ouésso | Harta administrativă a Republicii Congo       |
| 14.       | Republica Democrată Congo | 25 provincii și orașul Kinshasa | Orașul Kinshasa Provincia Kongo Central Provincia Kwango Provincia Kwilu Provincia Mai-Ndombe Provincia Kasaï Provincia Lulua Provincia Kasaï Oriental Provincia Lomami Provincia Maniema Provincia Sud-Kivu Provincia Nord-Kivu Provincia Ituri Provincia Haut-Uele Provincia Tshopo Provincia Bas-Uele Provincia Nord-Ubangi Provincia Mongala Provincia Sud-Ubangi Provincia Équateur Provincia Tshuapa Provincia Tanganyika Provincia Haut-Lomami Provincia Lualaba Provincia Haut-Katanga | Kinshasa Matadi Kenge Kikwit Inongo Luebo Kananga Mbuji-Mayi Kabinda Kindu Bukavu Goma Bunia Isiro Kisangani Buta Gbadolite Lisala Gemena Mbandaka Boende Kalemie Kamina Kolwezi Lubumbashi |                                               |
| 15.       | Coasta de Fildeș (Côte d'Ivoire) | 19 regiuni | Regiunea Agnéby Regiunea Bafing Regiunea Bas-Sassandra Regiunea Denguélé Regiunea Dix-Huit Montagnes Regiunea Fromager Regiunea Haut-Sassandra Regiunea Lacs Regiunea Lagunes Regiunea Marahoué Regiunea Moyen-Cavally Regiunea Moyen-Comoé Regiunea N'zi-Comoé Regiunea Savanes Regiunea Sud-Bandama Regiunea Sud-Comoé Regiunea Vallée du Bandama Regiunea Worodougou Regiunea Zanzan | Agboville Touba San Pédro Odienné Man Gagnoa Daloa Yamoussoukro Abidjan Bouaflé Guiglo Abengourou Dimbokro Korhogo Divo Aboisso Bouaké Séguéla Bondoukou |                                               |
| 16.       | Djibouti | 5 regiuni și orașul Djibouti | Regiunea Ali Sabieh Regiunea Arta Regiunea Dikhil Regiunea Obock Regiunea Tadjourah Orașul Djibouti | Ali Sabieh Arta Dikhil Obock Tadjourah Djibouti |                                               |
| 17.       | Egipt | 27 guvernorate (muhafazat) | Guvernoratul Alexandria Guvernoratul Aswan Guvernoratul Asyut Guvernoratul Beheira Guvernoratul Beni Suef Guvernoratul Cairo Guvernoratul Dakahlia Guvernoratul Damietta Guvernoratul Al Fayyum Guvernoratul Gharbia Guvernoratul Giza Guvernoratul Ismailia Guvernoratul Kafr el-Sheikh Guvernoratul Matruh Guvernoratul Al Minya Guvernoratul Monufia Guvernoratul Al Wadi al Jadid Guvernoratul Sinaiul de Nord Guvernoratul Port Said Guvernoratul Qalyubia Guvernoratul Qena Guvernoratul Al Bahr al Ahmar(Guvernoratul Marea Roșie) Guvernoratul Sharqia Guvernoratul Sohag Guvernoratul Sinaiul de Sud Guvernoratul Suez Guvernoratul Luxor | Alexandria Aswan Asyut Damanhur Beni Suef Cairo Mansura Damietta Al Fayyum Tanta Giza Ismailia Kafr el-Sheikh Marsa Matruh Al Minya Shibin el-Kom Kharga Al Arish Port Said Banha Qena Hurghada Zagazig Sohag el-Tor Suez Luxor | Harta administrativă a Egiptului              |
| 18.       | Eritreea | 6 regiuni | Regiunea Maekel (Centrală) Regiunea Debub (Sudică) Regiunea Gash Barka Regiunea Anseba Regiunea Semienawi Keyih Bahri (Marea Roșie Nord) Regiunea Debubawi Keyih Bahri (Marea Roșie Sud) | Asmara Mendefera Barentu Keren Massawa Aseb |                                               |
| 19.       | Etiopia | 9 state regeionale (pl. killoch, sg. kilil) determinate pe baza etnică și 2 orașe cu autoadministrare - astedaderoch(Dire Dawa și Addis Abeba) | Orașul Addis Abeba Statul Afar Statul Amhara Statul Benishangul-Gumuz Orașul Dire Dawa Statul Gambela Statul Harari Statul Oromia Statul Somali Statul Popoarele, Naționalitățile și Națiunile din Sud Statul Tigray | Addis Abeba Asaita Bahir Dar Asosa Dire Dawa Gambela Harar Adama Jijiga Awasa Mek'ele |                                               |
| 20.       | Gabon | 9 provincii | Provincia Estuaire Provincia Haut-Ogooué Provincia Moyen-Ogooué Provincia Ngounié Provincia Nyanga Provincia Ogooué-Ivindo Provincia Ogooué-Lolo Provincia Ogooué-Maritime Provincia Woleu-Ntem | Libreville Masuku Lambaréné Mouila Tchibanga Makoukou Koulamoutou Port-Gentil Oyem |                                               |
| 21.       | Gambia | 5 diviziuni | Diviziunea Lower River Diviziunea Central River Diviziunea North Bank Diviziunea Upper River Diviziunea Western | Mansa Konko Janjanbureh Kerewan Basse Santa Su Brikama |                                               |
| 21.       | Ghana | 10 regiuni | Regiunea Ashanti Regiunea Brong-Ahafo Regiunea Centrală Regiunea Orientală Regiunea Marea Accra Regiunea de Nord Regiunea Superioară de Est Regiunea Superioară de Vest Regiunea Volta Regiunea de Vest | Kumasi Sunyani Cape Coast Koforidua Accra Tamale Bolgatanga Wa Ho Sekondi-Takoradi | Regiunile Ghanei (în engleză)                 |
| 22.       | Guineea | 7 regiuni și orașul Conakry | Regiunea Boké Orașul Conakry Regiunea Faranah Regiunea Kankan Regiunea Kindia Regiunea Labé Regiunea Mamou Regiunea Nzérékoré | Boké Conakry Faranah Kankan Kindia Labé Mamou Nzérékoré |                                               |
| 23.       | Guineea-Bissau | 8 regiuni și 1 sector autonom | Regiunea Biombo Sectorul Autonom Bissau Regiunea Bolama Regiunea Cacheu Regiunea Gabú Regiunea Oio Regiunea Quinara Regiunea Tombali | Bafatá Quinhámel Bissau Bolama Cacheu Gabú Farim Buba Catió |                                               |
| 24.       | Guineea Ecuatorială | 7 provincii | Provincia Annobón Provincia Bioko Norte Provincia Bioko Sur Provincia Centro Sur Provincia Kié-Ntem Provincia Litoral Provincia Wele-Nzas | San Antonio de Palé Malabo Luba Evinayong Ebebiyín Bata Mongomo |                                               |
| 25.       | Kenya | 8 provincii | Provincia Centrală Provincia de Coastă Provincia de Est Provincia Nairobi Provincia de Nord Est Provincia Nyanza Provincia Rift Valley Provincia Western | Nyeri Mombasa Embu Nairobi Garissa Kisumu Nakuru Kakamega |                                               |
| 26.       | Lesotho | 10 districte | Districtul Berea Districtul Botha-Buthe Districtul Leribe Districtul Mafeteng Districtul Maseru Districtul Mohale's Hoek Districtul Mokhotlong Districtul Qacha's Nek Districtul Quthing Districtul Thaba-Tseka | Teyateyaneng Botha-Buthe Hlotse Mafeteng Maseru Mohale's Hoek Mokhotlong Qacha's Nek Quthing Thaba-Tseka |                                               |
| 27.       | Liberia | 15 comitate | Comitatul Bomi Comitatul Bong Comitatul Gbarpolu* Comitatul Grand Bassa Comitatul Grand Cape Mount Comitatul Grand Gedeh Comitatul Grand Kru Comitatul Lofa Comitatul Margibi Comitatul Maryland Comitatul Montserrado Comitatul Nimba Comitatul River Cess Comitatul River Gee Comitatul Sinoe | Tubmanburg Gbarnga Bopulu Buchanan Robertsport Zwedru Barclayville Voinjama Kakata Harper Bensonville Sanniquellie River Cess Fish Town Greenville |                                               |
| 28.       | Libia | 22 districte (shabiyat) | Districtul Al Butnan Districtul Darnah Districtul Al Jabal al Akhdar Districtul Al Marj Districtul Benghazi Districtul Al Wahat Districtul Al Kufrah Districtul Surt Districtul Murzuq Districtul Sabha Districtul Wadi Al Hayaa Districtul Misratah Districtul Al Murgub Districtul Tarabulus Districtul Al Jfara Districtul Az Zawiyah Districtul An Nuqat al Khams Districtul Al Jabal al Gharbi Districtul Nalut Districtul Ghat Districtul Al Jufrah Districtul Wadi Al Shatii | Tobruk Darnah Al Bayda Al Marj Benghazi Ajdabiya Al Kufrah Surt Murzuk Sabha Awbari Misratah Al Khums Tripoli Al'Aziziah Az Zawiyah Zuwarah Gharyan Nalut Ghat Houn Birak | Harta administrativă a Libiei                 |
| 29.       | Madagascar | 22 regiuni faritra (înlocuiesc cele 6 provincii după referendumul din 2007)                                                                    | Regiunea Diana Regiunea Sava Regiunea Itasy Regiunea Analamanga Regiunea Vakinankaratra Regiunea Bongolava Regiunea Sofia Regiunea Boeny Regiunea Betsiboka Regiunea Melaky Regiunea Alaotra-Mangoro Regiunea Atsinanana (Est) Regiunea Analanjirofo Regiunea Amoron'i Mania Regiunea Haute Matsiatra (Matsiatra Superioară) Regiunea Vatovavy-Fitovinany Regiunea Atsimo-Atsinanana (Sud-Est) Regiunea Ihorombe Regiunea Menabe Regiunea Atsimo-Andrefana (Sud-Vest) Regiunea Androy Regiunea Anosy | Antsiranana Sambava Miarinarivo Antananarivo-Renivohitra Antsirabe Tsiroanomandidy Antsohihy Mahajanga Maevatanana Maintirano Ambatondrazaka Toamasina Fenerive Est Ambositra Fianarantsoa Manakara Farafangana Ihosy Morondava Toliara Ambovombe-Androy Tôlanaro |                                               |
| 30.       | Malawi | 28 districte | Districtul Balaka Districtul Blantyre Districtul Chikwawa Districtul Chiradzulu Districtul Machinga Districtul Mangochi Districtul Mulanje Districtul Mwanza Districtul Neno Districtul Nsanje Districtul Phalombe Districtul Thyolo Districtul Zomba Districtul Dedza Districtul Dowa Districtul Kasungu Districtul Lilongwe Districtul Mchinji Districtul Nkhotakota Districtul Ntcheu Districtul Ntchisi Districtul Salima Districtul Chitipa Districtul Karonga Districtul Likoma Districtul Mzimba Districtul Nkhata Bay Districtul Rumphi | Balaka Blantyre Chikwawa Chiradzulu Machinga Mangochi Mulanje Mwanza Neno Nsanje Phalombe Thyolo Zomba Dedza Dowa Kasungu Lilongwe Mchinji Nkhotakota Ntcheu Ntchisi Salima Chitipa Karonga Likoma Mzimba Nkhata Bay Rumphi |                                               |
| 31.       | Mali | 8 regiuni și districtul capitalei | Regiunea Gao Regiunea Kayes Regiunea Kidal Regiunea Koulikoro Regiunea Mopti Regiunea Ségou Regiunea Sikasso Regiunea Tombouctou Districtul Capitalei | Gao Kayes Kidal Koulikoro Mopti Ségou Sikasso Tombouctou Bamako |                                               |
| 32.       | Maroc | 16 regiuni | Chaouia-Ouardigha Doukkala-Abda Fès-Boulemane Gharb-Chrarda-Béni Hssen Grand Casablanca Guelmim-Esmara (Guelmim) Laâyoune-Boujdour-Sakia El Hamra Marrakech-Tensift-Al Haouz Meknès-Tafilalet Oriental Oued Eddahab-Lagouira Rabat-Salé-Zemmour-Zaer Souss-Massa-Draâ Tadla-Azilal Tanger-Tétouan Taza-Al Hoceima-Taounate | Settat Safi Fès Kenitra Casablanca Guelmim El Aaiún Marrakech Meknès Oujda Dakhla Rabat Agadir Beni Mellal Tanger Al-Hoceima |                                               |
| 33.       | Mauritania | 12 regiuni și districtul capitalei | Regiunea Adrar Regiunea Assaba Regiunea Brakna Regiunea Dakhlet Nouadhibou Regiunea Gorgol Regiunea Guidimaka Regiunea Hodh Ech Chargui Regiunea Hodh El Gharbi Regiunea Inchiri Districtul Capitalei Regiunea Tagant Regiunea Tiris Zemmour Regiunea Trarza | Atar Kiffa Aleg Nouadhibou Kaédi Sélibaby Néma Ayoûn el-Atroûs (Aioun el Atrouss) Akjoujt Nouakchott Tidjikdja Zouérate Rosso |                                               |
| 34.       | Mauritius | 9 districte și 3 dependențe | Districtul Black River Districtul Flacq Districtul Grand Port Districtul Moka Districtul Pamplemousses Districtul Plaines Wilhems Districtul Port Louis Districtul Rivière du Rempart Districtul Savanne //Dependențe// Insulele Agalega Cargados Carajos Insula Rodrigues | Bambous Centre de Flacq Rose-Belle Quartier Militaire Pamplemousses Rose Hill Port Louis Mapou Souillac Vingt Cinq Raphael Port Mathurin | Harta districtelor                            |
| 35.       | Mozambic | 10 provincii (provincias) și un oraș (cidade), Maputo                                                                                          | Provincia Cabo Delgado Provincia Gaza Provincia Inhambane Provincia Manica Orașul Maputo Provincia Maputo Provincia Nampula Provincia Niassa Provincia Sofala Provincia Tete Provincia Zambezia | Pemba Xai-Xai Inhambane Chimoio Maputo Matola Nampula Lichinga Beira Tete Quelimane |                                               |
| 36.       | Namibia | 13 regiuni | Regiunea Caprivi Regiunea Erongo Regiunea Hardap Regiunea Karas Regiunea Kavango Regiunea Khomas Regiunea Kunene Regiunea Ohangwena Regiunea Omaheke Regiunea Omusati Regiunea Oshana Regiunea Oshikoto Regiunea Otjozondjupa | Katima Mulilo Swakopmund Mariental Keetmanshoop Rundu Windhoek Opuwo Oshikango Gobabis Uutapi Oshakati Tsumeb Otjiwarongo |                                               |
| 37.       | Niger | 7 regiuni și capitala (Niamey) | Regiunea Agadez Regiunea Diffa Regiunea Dosso Regiunea Maradi Orașul Niamey Regiunea Tahoua Regiunea Tillabéri Regiunea Zinder | Agadez Diffa Dosso Maradi Niamey Tahoua Tillabéri Zinder |                                               |
| 38.       | Nigeria | 36 state și districtul capitalei | Statul Abia Statul Adamawa Statul Akwa Ibom Statul Anambra Statul Bauchi Statul Bayelsa Statul Benue Statul Borno Statul Cross River Statul Delta Statul Ebonyi Statul Edo Statul Ekiti Statul Enugu Teritoriul Capitalei Federale Statul Gombe Statul Imo Statul Jigawa Statul Kaduna Statul Kano Statul Katsina Statul Kebbi Statul Kogi Statul Kwara Statul Lagos Statul Nassarawa Statul Niger Statul Ogun Statul Ondo Statul Osun Statul Oyo Statul Plateau Statul Rivers Statul Sokoto Statul Taraba Statul Yobe Statul Zamfara | Umuahia Yola Uyo Awka Bauchi Yenagoa Makurdi Maiduguri Calabar Asaba Abakaliki Benin City Ado Ekiti Enugu Abuja Gombe Owerri Dutse Kaduna Kano Katsina Birnin Kebbi Lokoja Ilorin Ikeja Lafia Minna Abeokuta Akure Oshogbo Ibadan Jos Port Harcourt Sokoto Jalingo Damaturu Gusau |                                               |
| 39.       | Rwanda | 5 provincii(din 2006) | Provincia de Nord Provincia de Est Provincia de Sud Provincia de Vest Provincia Kigali | Byumba Rwamagana Nyanza Kibuye Kigali |                                               |
| 40.       | São Tomé și Príncipe | 2 provincii (corespund insulelor principale)                                                                                                   | Provincia São Tomé Provincia Príncipe | São Tomé Santo António |                                               |
| 41.       | Senegal | 14 regiuni | Regiunea Dakar Regiunea Diourbel Regiunea Fatick Regiunea Kaffrine Regiunea Kaolack Regiunea Kolda Regiunea Kédougou Regiunea Louga Regiunea Matam Regiunea Saint-Louis Regiunea Sédhiou Regiunea Tambacounda Regiunea Thiès Regiunea Ziguinchor | Dakar Diourbel Fatick Kaffrine Kaolack Kolda Kédougou Louga Matam Saint-Louis Sédhiou Tambacounda Thiès Ziguinchor | [ 45 ]                                        |
| 42.       | Seychelles | 25 districte și Insulele exterioare | Districtul Bel Air Districtul English River (La Rivière Anglaise) Districtul Les Mamelles Districtul Mont Buxton Districtul Mont Fleuri Districtul Plaisance Districtul Roche Caiman Districtul Saint Louis Districtul Anse aux Pins Districtul Anse Boileau Districtul Anse Etoile Districtul Au Cap Districtul Anse Royale Districtul Baie Lazare Districtul Beau Vallon Districtul Bel Ombre Districtul Cascade Districtul Glacis Districtul Grand'Anse Mahé Districtul Pointe La Rue Districtul Port Glaud Districtul Takamaka Districtul Baie Sainte Anne Districtul Grand'Anse Praslin Districtul La Digue Insulele externe (Outer Islands) | informații nedisponibile | Seychelles - hartă administrativă             |
| 43.       | Sierra Leone | 3 provincii și Zona de Vest (districtul Capitalei)                                                                                             | Provincia Eastern Provincia Northern Provincia Southern Zona de Vest | Kenema Makeni Bo Freetown |                                               |
| 44.       | Somalia datorită războiului civil care macină țara și a faptului că o serie de entități statale locale (Somaliland, Puntland) revendică teritorii, articolele despre unitățile administrative vor rămâne necompletate, iar căsuțele așezărilor somaleze nu vor avea trecută unitatea administrativă | 18 regiuni (1991) (singular: gobolka) | Regiunea Awdaal Regiunea Baakool Regiunea Baarii Regiunea Baay Regiunea Banaadir Regiunea Gaalguuduud Regiunea Gedoo Regiunea Hiiraan Regiunea Jubbada Dhexe Regiunea Jubbada Hoose Regiunea Mudug Regiunea Nuugaal Regiunea Sanaag Regiunea Shabeellaha Dhexe Regiunea Shabeellaha Hoose Regiunea Sool Regiunea Togdeer Regiunea Woqooyi Galbeed | Boorama Xuddur Bosaso (Boosaso) Baidoa (Baydhabo) Mogadishu (Muqdisho) Dhuusamarreeb (Dhuusa Marreeb) Bardera (Baardheere) Beledweyne Jilib Kismayo (Kismaayo) Gaalkacyo (Galkayo, Galkayu, Galcaio, Rocco Littorio, Gallacaio, Gālka'yo) Garoowe (Garowe, Gaarowe, Garoe, Garōwe) Ceerigaabo (Erigabo, Ceerigabo, Erigavo, Ērigabo) Jowhar(Gioher, Joowhar, Giohar, Jawhar) Merca (Marka) Laascaanood (Lasanod, Laas'aanood, Las Anod, Laascaanood, Las Caanood, Lās'ānōd) Burco (Burao, Bur'o) Hargeisa (Hargeysa) |                                               |
| 45.       | Sudan | 25 state (vilaiete) | Statul Al Jazirah (Gezira) Statul Nilul Albastru (An Nil al Azraq) Statul Sennar (Sinnar) Statul Nilul Alb (an-Nīl al-Abyaḍ) Statul Darfur de Nord (Shimal Darfur) Statul Darfur de Sud (Janub Darfur) Statul Darfur de Vest (Gharb Darfur) Statul Lacuri (Al Buhayrat) Statul Bahr al Ghazal de Nord (Shimal Bahr al Ghazal) Statul Bahr al Ghazal de Vest (Gharb Bahr al Ghazal) Statul Warab (Warap) Statul Ecuatoria Centrală (al-Istiwāʾiyya al-Wusṭā) Statul Ecuatoria de Est (Sharq al Istiwa'iyya ) Statul Ecuatoria de Vest (Gharb al Istiwa'iyya) Statul Kassala Statul Gedarif (Gedaref, Al Qadarif) Statul Marea Roșie (Al Bahr al Ahmar) Statul Khartoum Statul Kordofan de Nord (Shimal Kurdufan) Statul Kordofan de Sud (Janub Kurdufan) Statul de Nord (Ash Shimaliyya) Statul Râul Nil (Nahr an Nil) Statul Jonglei (Junqalī, Jungoli) Statul Unitatea (al-Wahdah, Ittihād) Statul Nilul Superior (A'ālī-an-Nīl) | Wad Madani Ad-Damazin Sennar (Sinja) Rabak Al Fashir Nyala Al-Junaynah (Geneina) Rumbek Aweil (Uwail) Wau Warab (Warrap) Juba Kapoeta Yambio Kassala Al Qadarif (Gedaref) Port Sudan Khartoum Al Ubayyid (El Obeid) Kaduqli (Kadugli) Dongola (Dunqulah, Dunqula, Al 'Urdi) Ad-Damir (Ad Damar, ad-Damir, Ed Damer, Al-Damar) Bor (Būr, Bur) Bentiu (Bantio) Malakal | Hartă administrativă a Sudanului, datată 2006 |
| 46.       | Swaziland | 4 districte | Districtul Hhohho Districtul Lubombo Districtul Manzini Districtul Shiselweni | Mbabane Siteki Manzini Nhlangano |                                               |
| 47.       | Tanzania | 26 regiuni (mkoa) | Regiunea Arusha Regiunea Dar es Salaam Regiunea Dodoma Regiunea Iringa Regiunea Kagera Regiunea Kigoma Regiunea Kilimanjaro Regiunea Lindi Regiunea Manyara Regiunea Mara Regiunea Mbeya Regiunea Morogoro Regiunea Mtwara Regiunea Mwanza Regiunea Pemba North Regiunea Pemba South Regiunea Pwani (Coast) Regiunea Rukwa Regiunea Ruvuma Regiunea Shinyanga Regiunea Singida Regiunea Tabora Regiunea Tanga Regiunea Zanzibar South and Central (Unguja South and Central) Regiunea Zanzibar North (Unguja North ) Regiunea Zanzibar West (Unguja Town and West ) | Arusha Dar es Salaam Dodoma Iringa Bukoba Kigoma Moshi Lindi Babati Musoma Mbeya Morogoro Mtwara Mwanza Wete Mkoani Kibaha Sumbawanga Songea Shinyanga Singida Tabora Tanga Koani Mkokotoni Zanzibar |                                               |
| 48.       | Togo | 5 regiuni | Regiunea Centrale Regiunea Kara Regiunea Maritime Regiunea Plateaux Regiunea Savanes | Sokodé Kara Lomé Atakpamé Mango |                                               |
| 49.       | Tunisia | 24 guvernorate (vilaiate) | Guvernoratul Ariana (Aryānah, Iryanah, Ariano) Guvernoratul Ben Arous (Bin 'Arūs, Bin Arus) Guvernoratul Bizerte (Binzart, Bizerta, Benzert, Banzart) Guvernoratul Béja (Bājah, Bajah) Guvernoratul Gabès (Qābis, Qabis) Guvernoratul Gafsa (Qafșa) Guvernoratul Jendouba (Jundūbah, Jundubah) Guvernoratul Kairouan (al-Qayrawān, al-Qayrawan) Guvernoratul Kasserine (al-Qașrayn, Qasrayn) Guvernoratul Kebili (Qibilī, Qabilī, Qabili, Qibili) Guvernoratul Kef (Le Kef, al-Kāf, El Kef) Guvernoratul Mahdia (al-Mahdīyah, al-Mahdiyah, Mehdia) Guvernoratul Manouba (Manūbah) Guvernoratul Medenine (Madanīyīn, Madaniyin) Guvernoratul Monastir (al-Munastīr, al-Munastir) Guvernoratul Nabeul (Nābul, Nabul) Guvernoratul Sfax (Șafāqis, Safaqis) Guvernoratul Sidi Bouzid (Sīdī Bū Zayd, Sidi Bu Zayd, Sidi Bouzid) Guvernoratul Siliana (Silyānah, Silyanah) Guvernoratul Sousse (Sūsah, Susah) Guvernoratul Tataouine (Tațāwīn, Tatawin) Guvernoratul Tozeur (Tawzar) Guvernoratul Tunis (Tūnis, Toûnis, Túnez) Guvernoratul Zaghouan (Zaġwān, Zagwan, Zaghwan) | Ariana Ben Arous Bizerte Béja Gabès Gafsa Jendouba Kairouan Kasserine Kebili El Kef Mahdia Manouba Medenine Monastir Nabeul Sfax Sidi Bouzid Siliana Sousse Tataouine Tozeur Tunis Zaghouan |                                               |
| 50.       | Uganda | 80 districte | Districtul Abim Districtul Adjumani Districtul Amolatar Districtul Amuria Districtul Amuru Districtul Apac Districtul Arua Districtul Budaka Districtul Bududa Districtul Bugiri Districtul Bukedea Districtul Bukwa Districtul Bulisa Districtul Bundibugyo Districtul Bushenyi Districtul Busia, Uganda Districtul Butaleja Districtul Dokolo Districtul Gulu Districtul Hoima Districtul Ibanda Districtul Iganga Districtul Isingiro Districtul Jinja Districtul Kaabong Districtul Kabale Districtul Kabarole Districtul Kaberamaido Districtul Kalangala Districtul Kaliro Districtul Kampala Districtul Kamuli Districtul Kamwenge Districtul Kanungu Districtul Kapchorwa Districtul Kasese Districtul Katakwi Districtul Kayunga Districtul Kibaale Districtul Kiboga Districtul Kiruhura Districtul Kisoro Districtul Kitgum Districtul Koboko Districtul Kotido Districtul Kumi Districtul Kyenjojo Districtul Lira Districtul Luwero Districtul Lyantonde Districtul Manafwa Districtul Maracha-Terego Districtul Masaka Districtul Masindi Districtul Mayuge Districtul Mbale Districtul Mbarara Districtul Mityana Districtul Moroto Districtul Moyo Districtul Mpigi Districtul Mubende Districtul Mukono Districtul Nakapiripirit Districtul Nakaseke Districtul Nakasongola Districtul Namutumba Districtul Nebbi Districtul Ntungamo Districtul Oyam Districtul Pader Districtul Pallisa Districtul Rakai Districtul Rukungiri Districtul Sembabule Districtul Sironko Districtul Soroti Districtul Tororo Districtul Wakiso Districtul Yumbe | Abim Adjumani Amolatar Amuria Amuru Apac Arua Budaka Bududa Bugiri Bukedea Bukwa Bulisa Bundibugyo Bushenyi Busia Butaleja Dokolo Gulu Hoima Ibanda Iganga Isingiro Jinja Kaabong Kabale Fort Portal Kaberamaido Kalangala Kaliro Kampala Kamuli Kamwenge Kanungu Kapchorwa Kasese Katakwi Kayunga Kibaale Kiboga Kiruhura Kisoro Kitgum Koboko Kotido Kumi Kyenjojo Lira Luwero Lyantonde Manafwa - Masaka Masindi Mayuge Mbale Mbarara Mityana Moroto Moyo Mpigi Mubende Mukono Nakapiripirit Nakaseke Nakasongola Namutumba Nebbi Ntungamo Oyam Pader Pallisa Rakai Rukungiri Sembabule Sironko Soroti Tororo Wakiso Yumbe | Districtele Ugandei (ante 2006)               |
| 51.       | Zambia | 9 provincii | Provincia Centrală Provincia Copperbelt Provincia Luapula Provincia Lusaka Provincia de Est Provincia de Nord Provincia de Nord-Vest Provincia de Sud Provincia de Vest | Kabwe Ndola Mansa Lusaka Chipata Kasama Solwezi Livingstone Mongu |                                               |
| 52.       | Zimbabwe | 8 provincii și 2 orașe cu statut de provincie (Bulawayo și Harare)                                                                             | Provincia Manicaland Provincia Mashonaland Central Provincia Mashonaland East Provincia Mashonaland West Provincia Matabeleland North Provincia Matabeleland South Provincia Masvingo Provincia Midlands | Mutare Bindura Marondera Chinhoyi Lupane Gwanda Masvingo Gweru |                                               |